# Zellatmung (Mobilfunk)
Als Zellatmung, in der meist englischsprachigen Fachliteratur cell breathing genannt, wird die lastabhängige Ab- und Zunahme des Versorgungsgebiets einer Funkzelle, in der das Codemultiplexverfahren verwendet wird, bezeichnet. Das Versorgungsgebiet einer Funkzelle wird Zellgröße genannt. Zellatmung tritt beispielsweise in UMTS-Mobilfunknetzen auf, nicht jedoch in GSM-Netzen.
Mit zunehmender Benutzeranzahl steigen die gegenseitigen Interferenzen in einer Funkzelle, die beim Einsatz von quasi-orthogonalen Spreizcodes im Codemultiplexverfahren auftreten. Diese werden durch Erhöhung der Sendeleistung der einzelnen Endgeräte kompensiert, um das erforderliche Verhältnis von Nutzsignal zu Störsignalen, auch als Signal-Interferenz-Verhältnis (SIR) bezeichnet, wiederherzustellen. Zwangsläufig müssen dabei alle Endgeräte innerhalb einer Funkzelle ihre Sendeleistung erhöhen, wobei diese mit steigender Distanz zur Basisstation (NodeB) ohnehin erhöht sein muss, um die Freiraumdämpfung zu kompensieren.
Die maximal zulässige Sendeleistung ist jedoch begrenzt (im Falle von UMTS-Endgeräten auf 250 mW), so dass bereits mit maximaler Leistung sendende Endgeräte die Sendeleistung im Falle zunehmender Inferenzen nicht weiter erhöhen können. Damit kann das erforderliche Verhältnis von Nutzsignal zu Störsignalen nicht mehr erreicht werden und die Kommunikation mit der Basisstation kommt zum Erliegen.
Es kommt also zu einer Verkürzung der Reichweite der Basisstation, da nur noch diejenigen Endgeräte die Sendeleistung weiter erhöhen können, die das Sendeleistungsmaximum wegen geringerer Distanz zur Basisstation noch nicht erreicht haben, das Versorgungsgebiet der Funkzelle schrumpft. Mit Abnahme der Benutzeranzahl steigt die Reichweite der Basisstation dann wieder.
Wegen seiner Analogie zur Veränderung des Lungenvolumens beim Ein- und Ausatmen wird dieser Vorgang als Zellatmung bezeichnet.